# Jacquesdietrichita
La jacquesdietrichita és un mineral de la classe dels borats. Rep el seu nom del professor francès Jacques Emile Dietrich (1926- 2009), qui va descobrir el mineral. Va ser aprovat per l'Associació Mineralògica Internacional l'any 2003.

## Característiques
És un borat hidratat de coure amb fórmula Cu₂(H₂BO₃)(OH)₃. Cristal·litza en el sistema ortoròmbic formant cristalls allargats tabulars. La seva duresa a l'escala de Mohs és 2, sent un mineral molt tou. El seu color és blau brillant, amb una lluentor vítria, i la seva ratlla és blau clara.
Segons la classificació de Nickel-Strunz, la jacquesdietrichita pertany a «06.AB: borats amb anions addicionals; 1(D) + OH, etc.» juntament amb els següents minerals: hambergita, berborita, jeremejevita, warwickita, yuanfuliita, karlita, azoproïta, bonaccordita, fredrikssonita, ludwigita, vonsenita, pinakiolita, blatterita, chestermanita, ortopinakiolita, takeuchiita, hulsita, magnesiohulsita, aluminomagnesiohulsita, fluoborita, hidroxylborita, shabynita, wightmanita, gaudefroyita, sakhaita, harkerita, pertsevita-(F), pertsevita-(OH) i painita.

## Formació i jaciments
És un mineral d'origen hidrotermal que es troba en petites cavitats en roques de gaudefroyita-calcita, i com a inclusions en calcita. Va ser trobada a la mina Tachgagalt, a la província d'Ouarzazate, Souss-Massa-Draâ, Marroc, una mina que va ser explotada entre els anys 1937 i els anys 60.